# Francisco Buyo
Francisco ("Paco") Buyo Sánchez (Betanzos, 13 januari 1958) is een Spaans voormalig voetballer die als doelman speelde.

## Clubcarrière
Buyo begon zijn loopbaan bij RCD Mallorca. Hij brak door bij Deportivo La Coruña en is vooral bekend van zijn tijd bij Sevilla FC en Real Madrid. Hij speelde meer dan 500 wedstrijden in de Primera División. Met Real won hij zes keer de Spaanse landstitel, tweemaal de beker en driemaal de Spaanse supercup. Hij won tweemaal de Trofeo Zamora voor minst gepasseerde doelman.

## Interlandcarrière
Buyo speelde zeven interlands voor de Spaanse nationale ploeg, en maakte deel uit van de selecties voor het Europees kampioenschap voetbal in 1984, 1988 en de Olympische Zomerspelen in 1980. Hij maakte zijn debuut op 21 december 1983 in de historische EK-kwalificatiewedstrijd tegen Malta, die Spanje met 12-1 won waardoor Nederland op doelsaldo werd uitgeschakeld voor deelname aan het EK voetbal 1984 in Frankrijk.
1 Arconada  ·
2 Urquiaga ·
3 Camacho ·
4 Maceda ·
5 Goikoetxea ·
6 Gordillo ·
7 Señor ·
8 Víctor Muñoz · 
9 Santillana ·
10 Gallego ·
11 Carrasco ·
12 Salva ·
13 Buyo ·
14 Julio Alberto ·
15 Roberto ·
16 Francisco ·
17 Alonso ·
18 Butragueño ·
19 Sarabia ·
20 Zubizarreta ·
Coach: Miguel Muñoz
1 Zubizarreta ·
2 Tomás ·
2 Camacho  ·
4 Andrinúa ·
5 Víctor Muñoz ·
6 Calderé ·
7 Salinas ·
8 Sanchís · 
9 Butragueño ·
10 Eloy ·
11 Gordillo ·
12 Rodríguez ·
13 Buyo ·
14 Gallego ·
15 Eusebio ·
16 Bakero ·
17 Begiristain ·
18 Soler ·
19 Vázquez ·
20 Míchel ·
Coach: Miguel Muñoz
- Biblioteca Nacional de España: XX4680945
- Virtual International Authority File: 169833861